# Tilleul de Henry
Tilia henryana
Espèce
Classification APG III (2009)
Statut de conservation UICN

 LC  : Préoccupation mineure
Le Tilleul de Henry, Tilia henryana, est une espèce de Tilleul appartenant à la famille des Malvaceae. Introduite à l'ouest depuis la Chine par Ernest Wilson en 1901, l'espèce est native aux provinces de Anhui, Henan, Hubei, Hunan, Jiangsu, Jiangxi, Shaanxi, et Zhejiang. Cet arbre a été nommé ainsi en hommage au botaniste et sinologue Irlandais Augustine Henry, qui l'a découvert en 1888.

## Description
Cette espèce produit de petits arbres de 10 à 15 m de haut (20 à 25 m dans ses provinces d'origine, en Chine), au port plutôt étalé, avec de jeunes rameaux duveteux et une écorce gris pâle.
Ses feuilles aux nervures jaunes, marquées, sont caduques, simples, cordiformes et longuement dentées. Portées par un pétiole jaune parfois tomenteux, de 3 à 5 cm et plus, elles sont de couleur verte, brillantes au revers feutré de blanc, et débourrent avec une coloration rouge cuivrée originale. Leur bordure ciliée leur donne un aspect de plante carnivore qui rappelle la bordure de la feuille de certains érables.

Un arbre aux feuilles très caractéristiques.
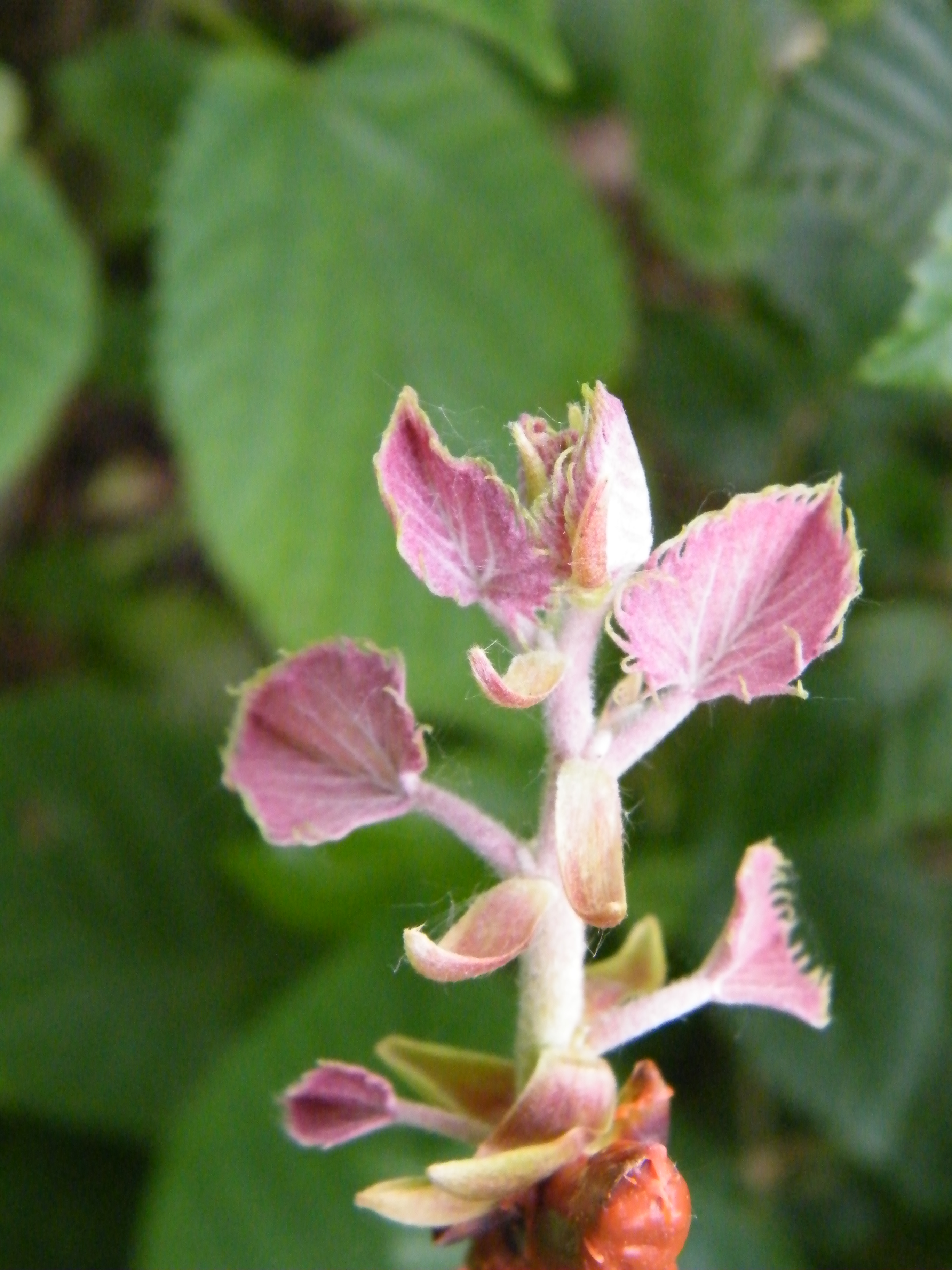
Feuilles rouge cuivré au débourrage.
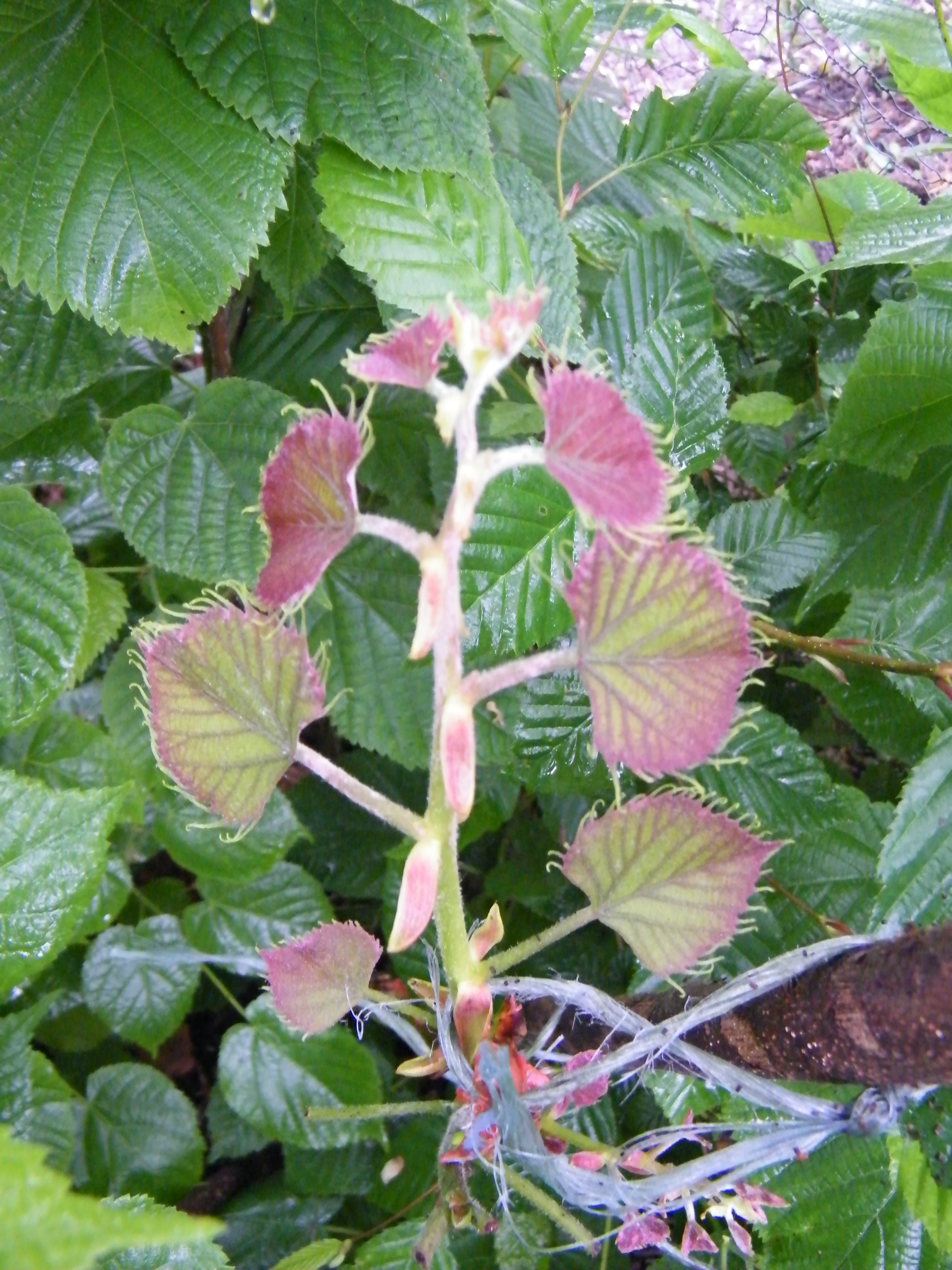
Couleur de transition des jeunes feuilles.
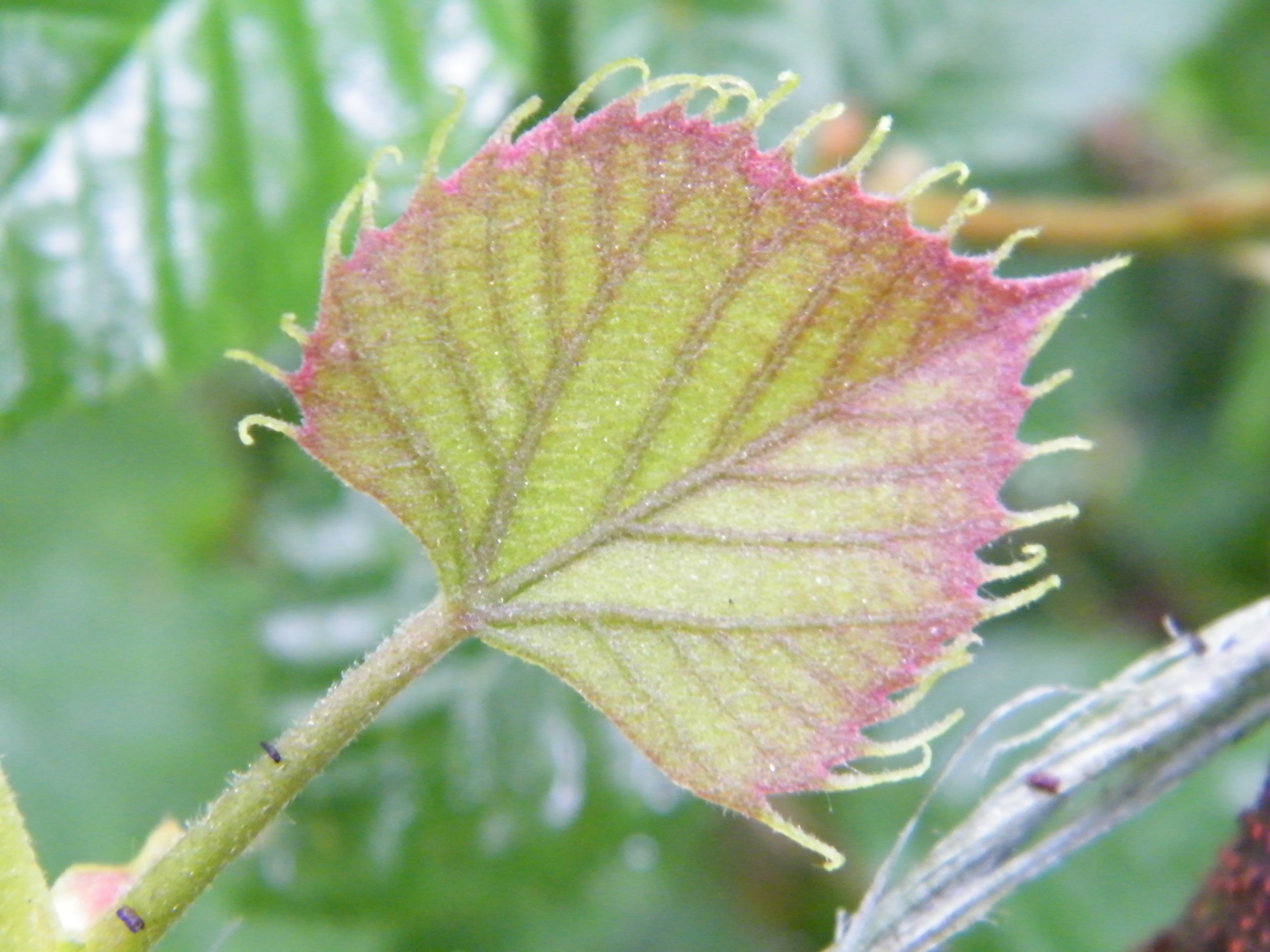
Feuille virant au vert pâle, bordure rouge.
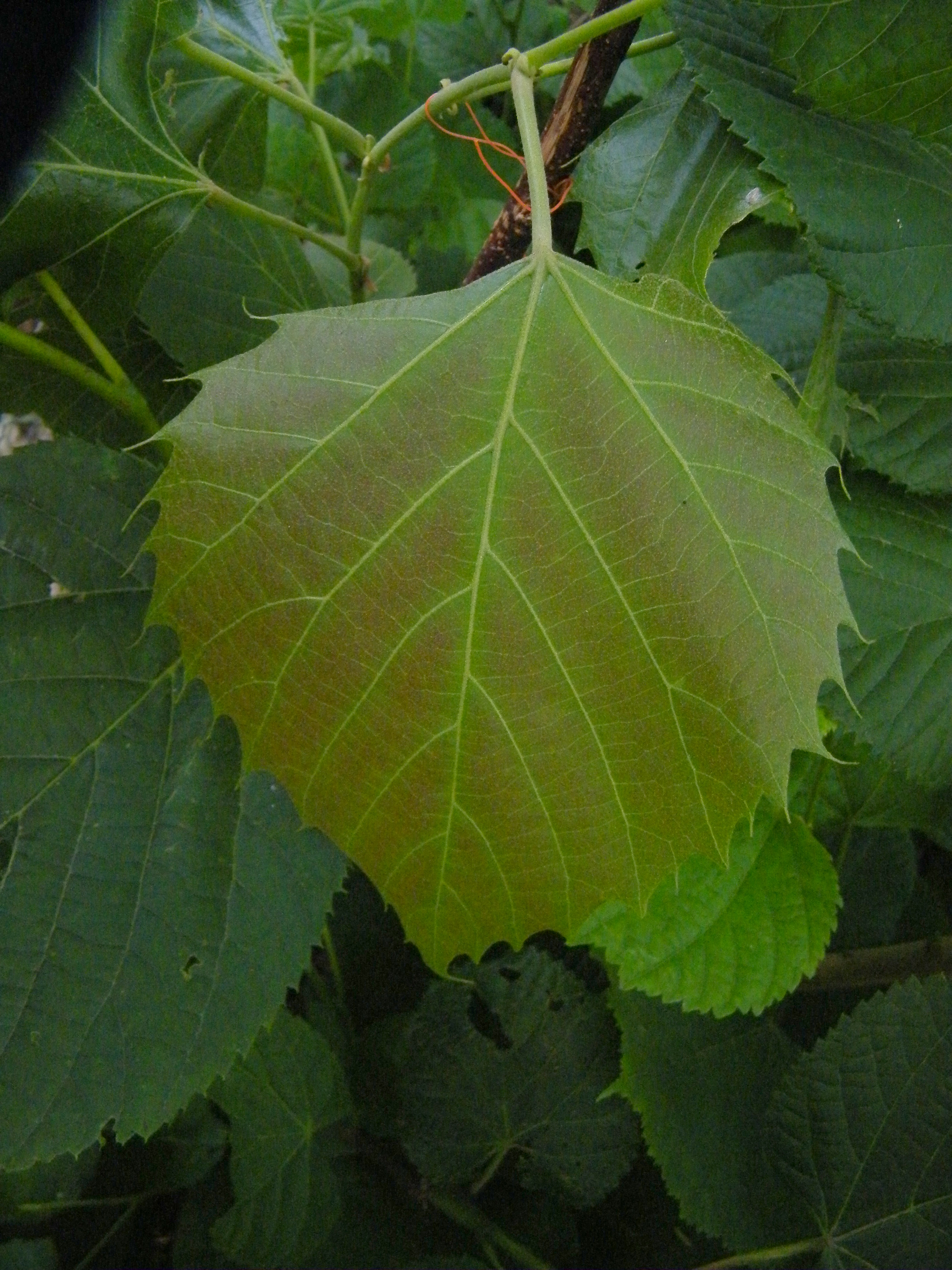
Coloration intermédiaire au printemps.
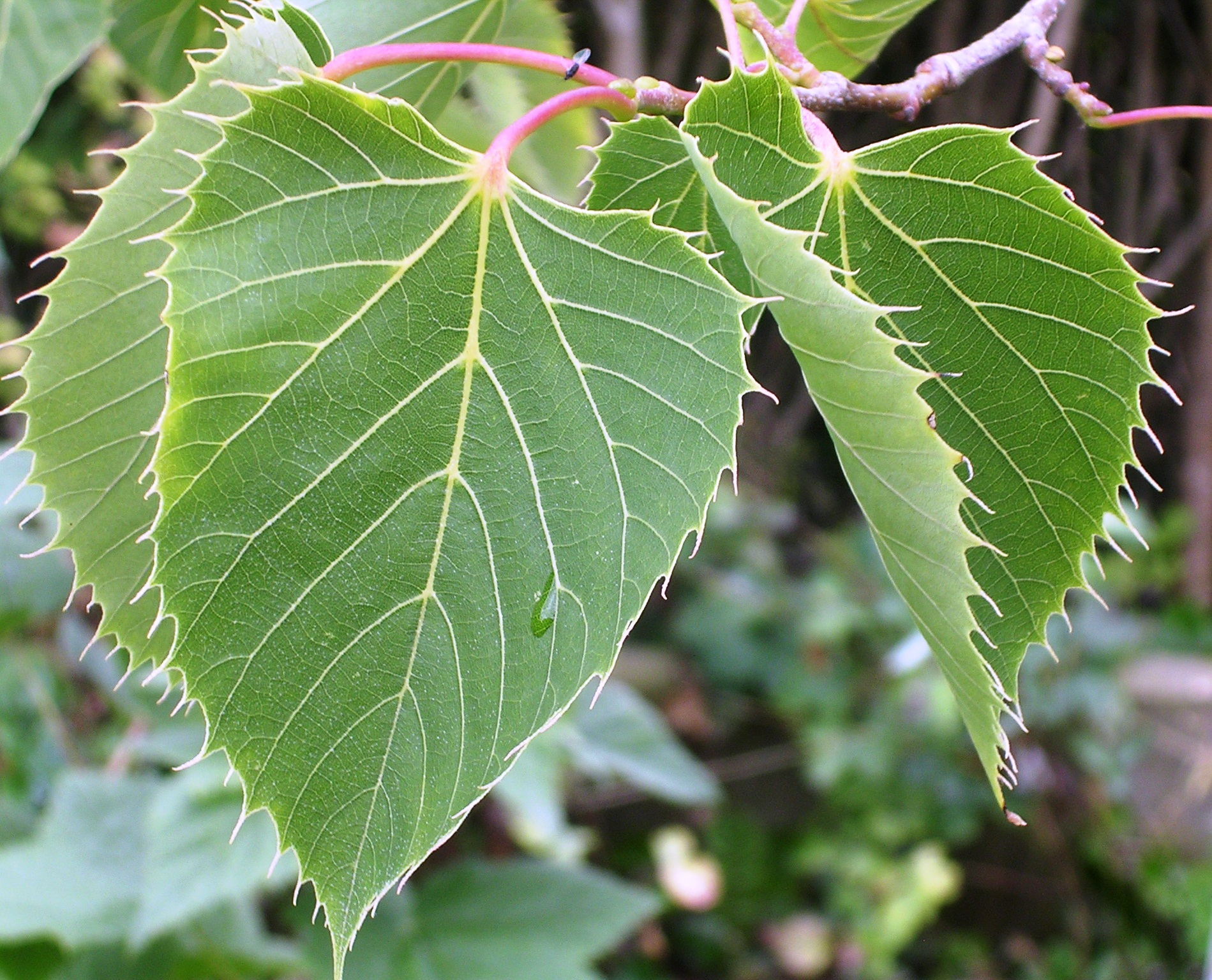
Feuilles ciliées « comme une plante carnivore » (en juin).

La floraison donne des grappes de fleurs blanc crème, parfumées, très abondantes en fin d'été voire automne, comptant parfois 20 fleurs et même au-delà. La floraison est donc tardive (à partir d'août).
Chromosomie : 2n = 164.
● L'espèce provient de Chine : Anhui, Henan, Hubei, Hunan, Jiangsu, Jiangxi, Shaanxi, Zhejiang. Elle a été introduite en occident par Ernest Wilson en 1901.

Une floraison tardive.
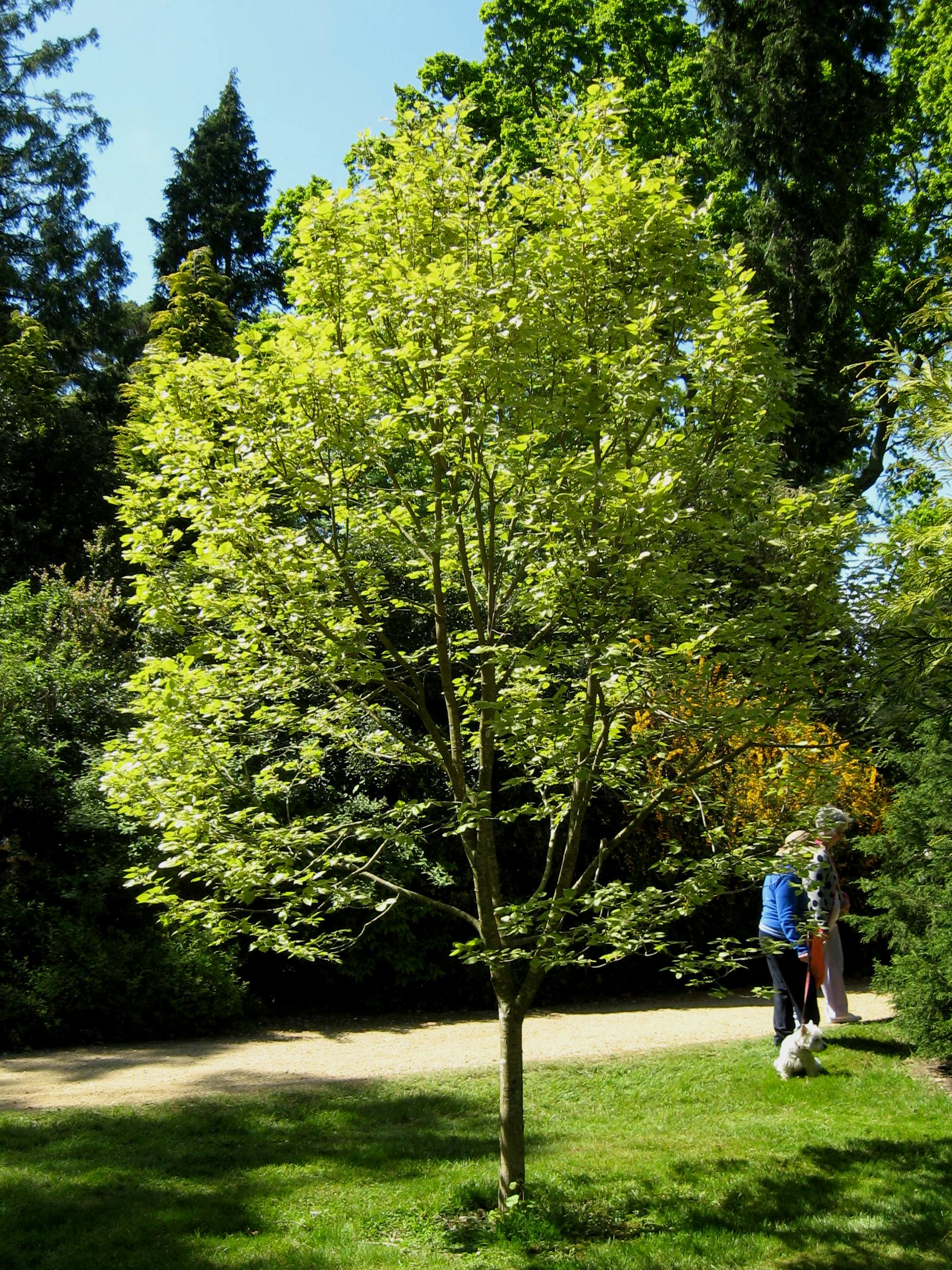
Arbre.
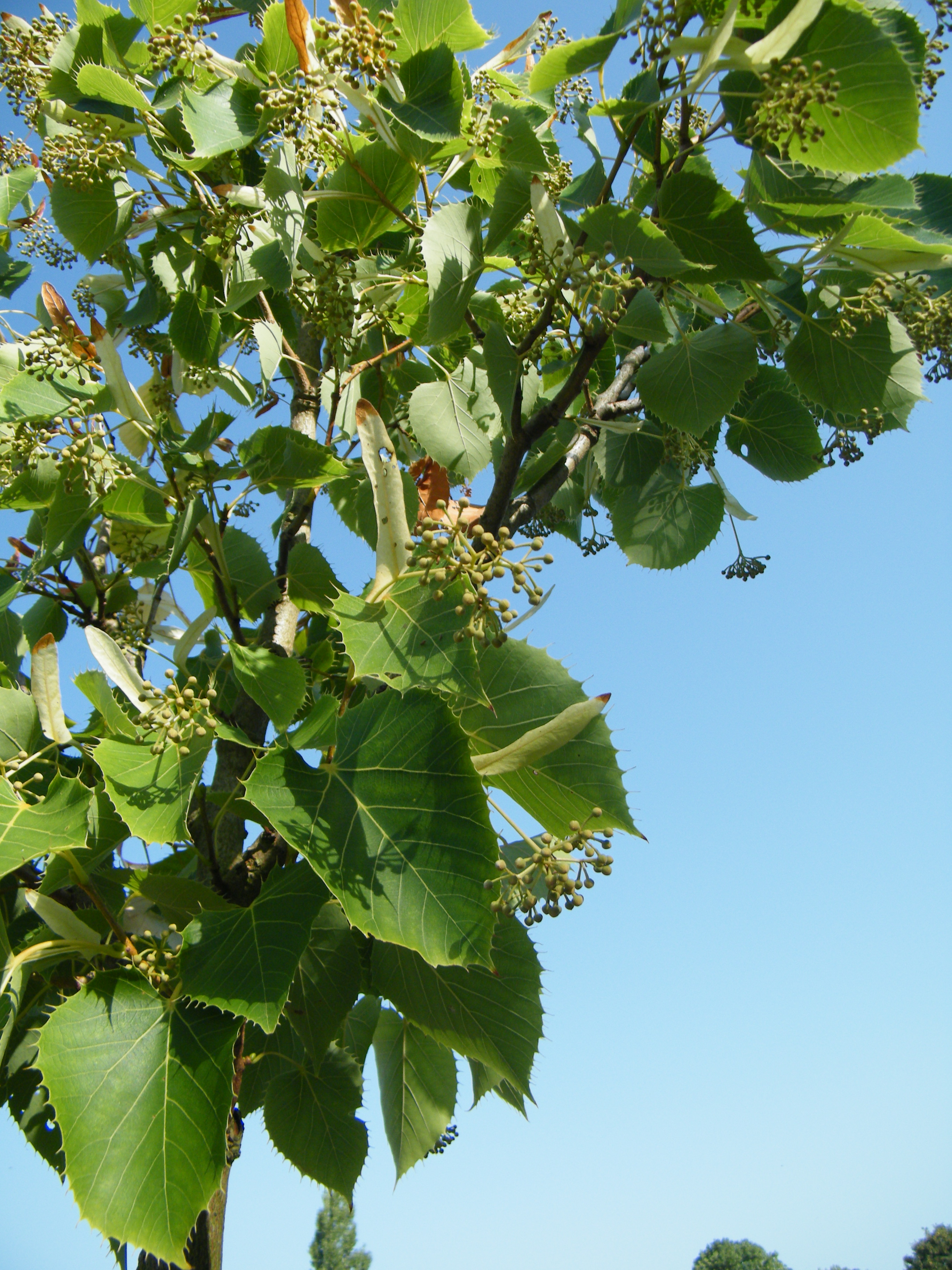
Fleurs en bouton en août, Somme.
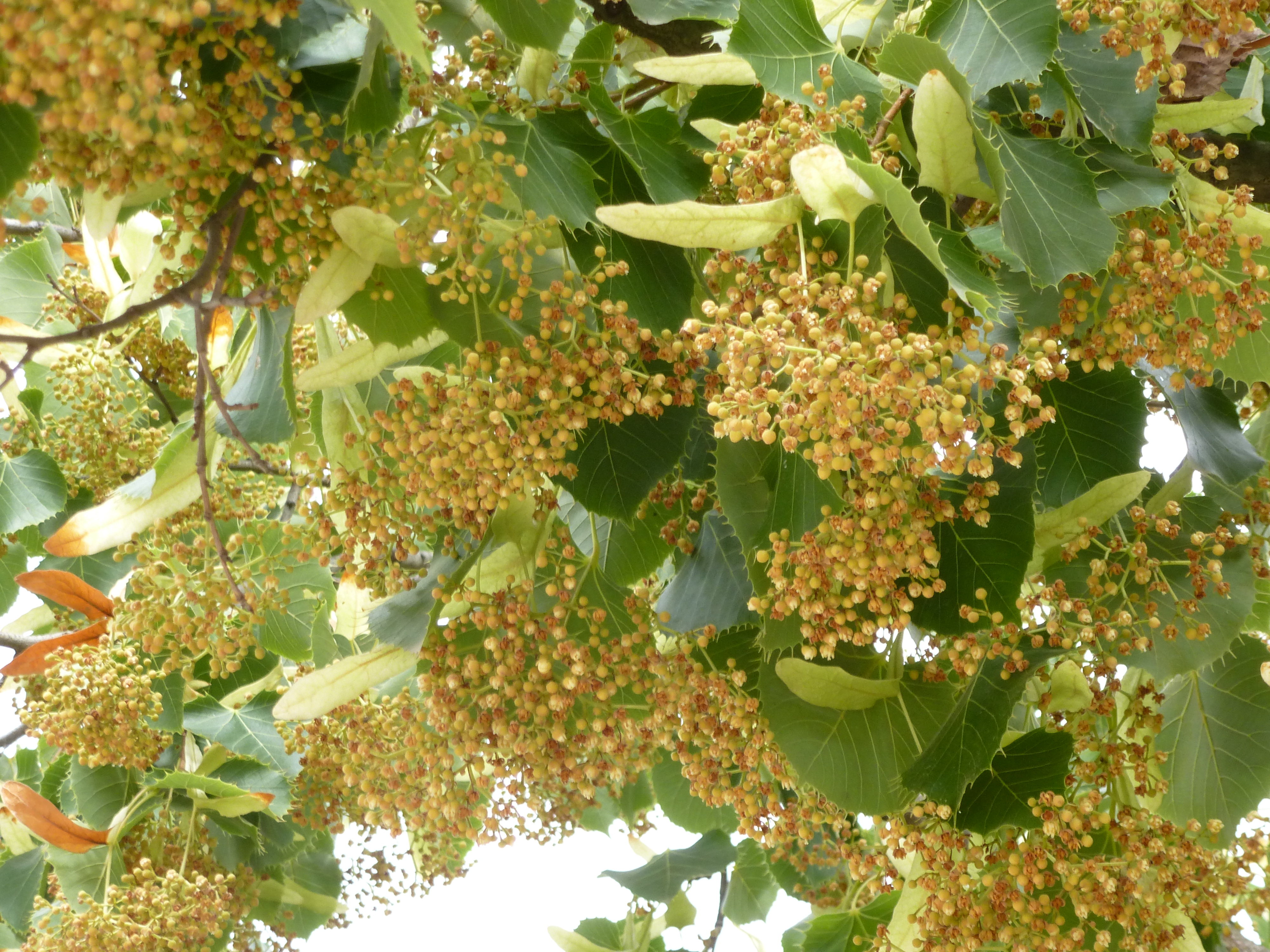
Branches en fleurs, Paris, 21 août 2014.
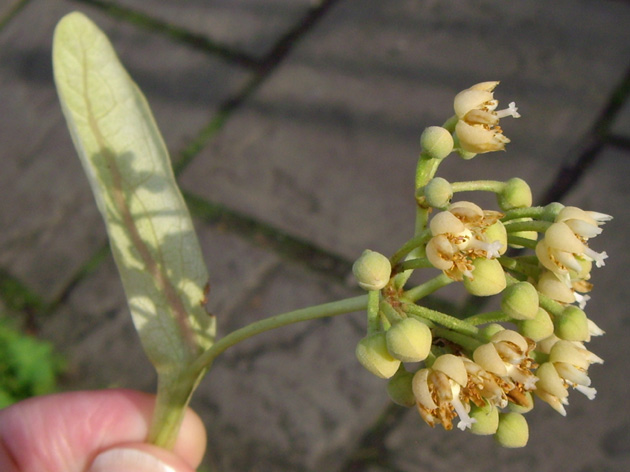
Fleurs, 13 septembre, Royaume-Uni.
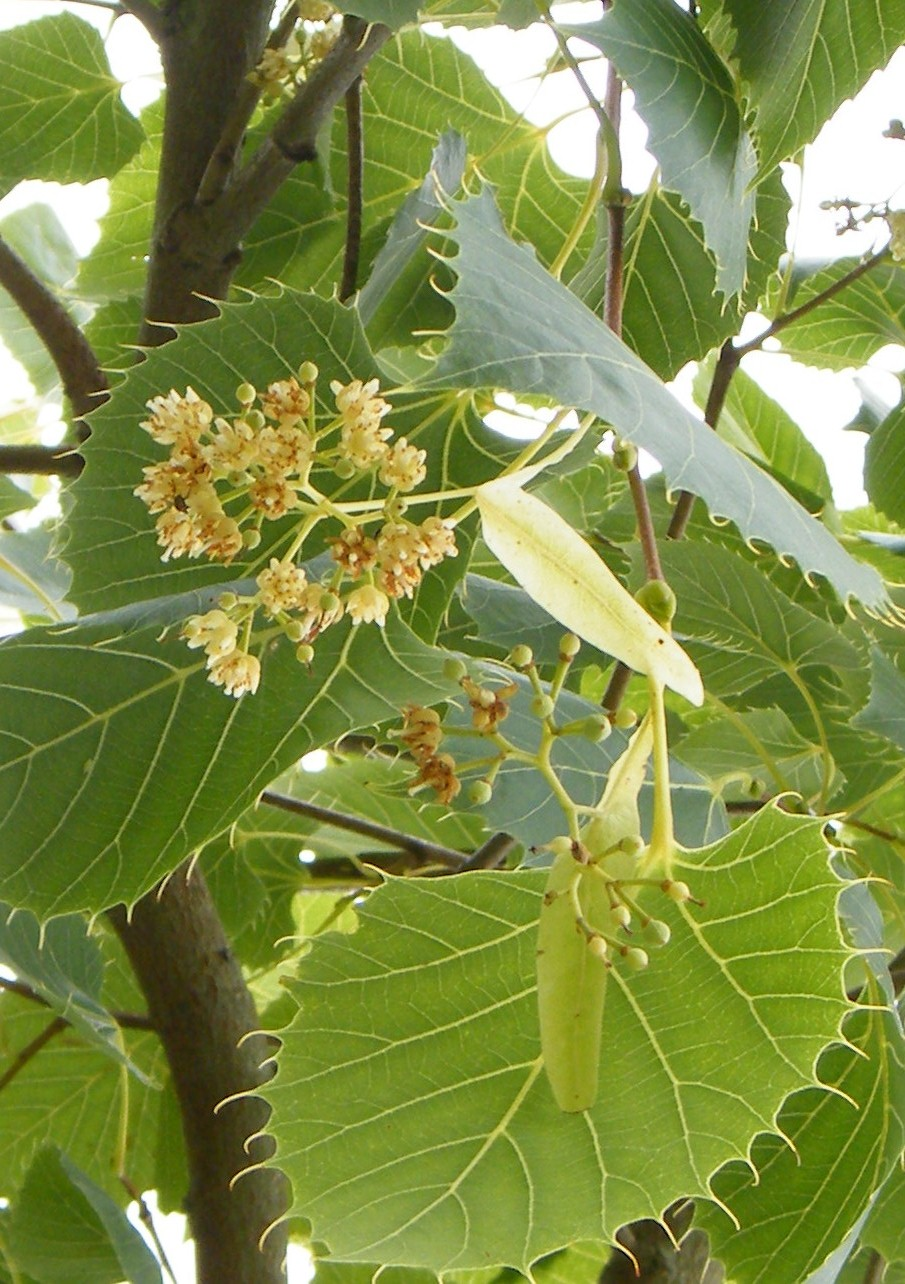
Fin de floraison, en Somme, 3 septembre.
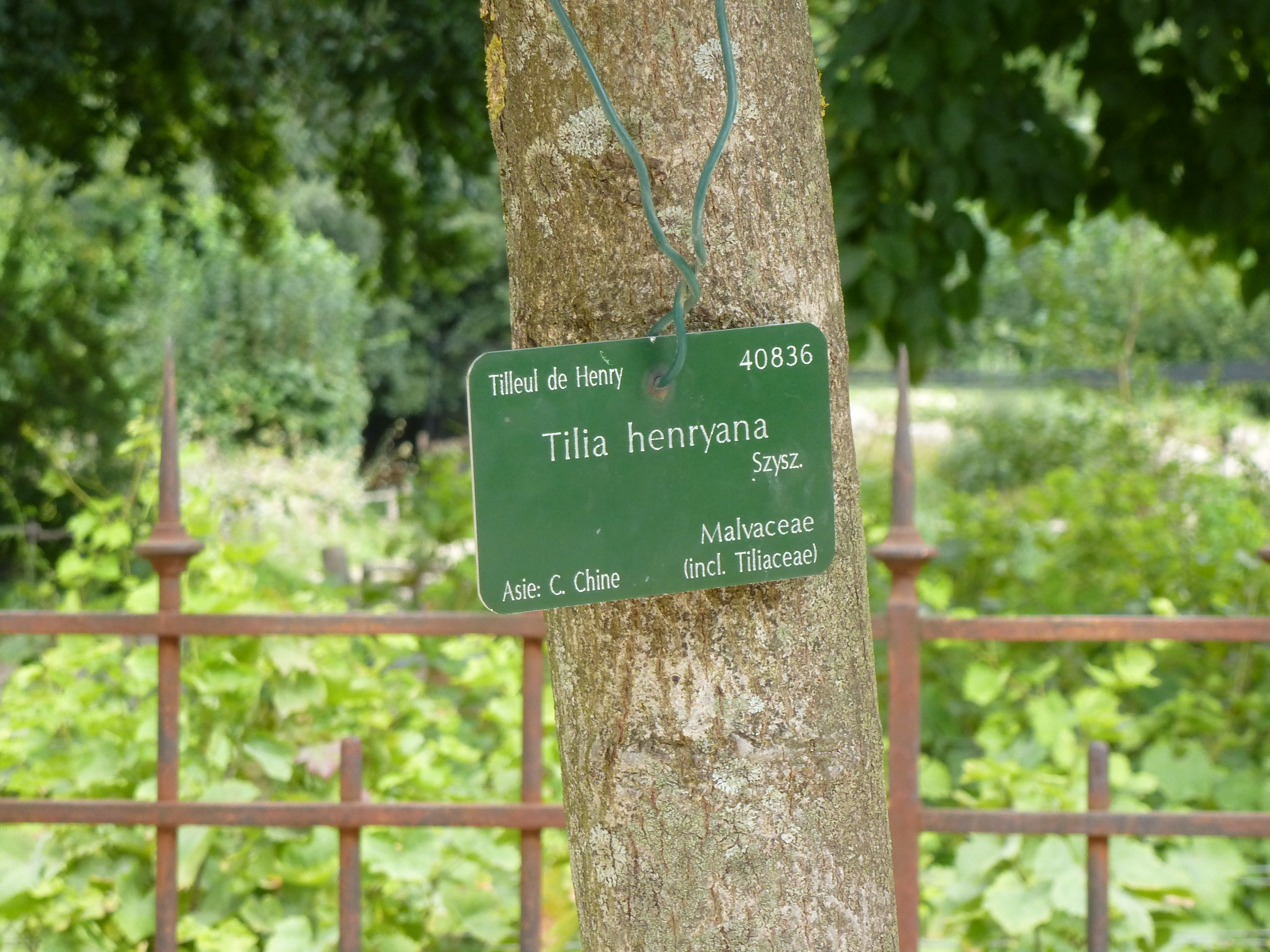
Tronc.

## Taxonomie
Tilia henryana est décrit par Ignaz von Szyszyłowicz dans l'ouvrage Hooker's Icones Plantarum paru en 1891.

## Culture
Les premiers arbres du commerce poussaient très lentement. De nouveaux clones (ou des spécimens greffés), à la croissance plus rapide sont ensuite mis à la vente.
Les situations abritées permettent une végétation plus importante.
Il aime tous les sols profonds et frais et toutes expositions mais il supporte mal la sécheresse.
Un gel tardif détruira les feuilles de T. henryana au débourrage, alors que les tilleuls voisins, d'espèces différentes, ne révèleront aucune sensibilité.
On trouve surtout des plants greffés dans le commerce car les graines produites par l’arbre sont généralement stériles.
C'est une espèce à croissance lente, rustique sous climat tempéré, qui supporte relativement bien la taille, même très sévère.

### Arbres notables
Le champion d'Angleterre mentionné dans le Registre des arbres des îles britanniques (en)TROBI se trouve à Birr Castle, Birr, Comté d'Offaly, Eire. Planté en 1946, il mesure 15 m de haut et 44 cm de diamètre à hauteur de poitrine en 2010.

## Utilisation
Son développement modéré en fait une espèce adaptée aux jardins.
Par ailleurs, sa floraison, plus tardive par rapport aux autres tilleuls, convient particulièrement aux apiculteurs à la recherche de plantes mellifères fin août, début septembre.
L'abondance de ses fleurs en fait une plante mellifère remarquable.

## Liste des variétés
Selon Tropicos (30 août 2014) (Attention liste brute contenant possiblement des synonymes) :
- Tilia henryana var. henryana
- Tilia henryana var. subglabra V. Engl.
  - Syn. Tilia henryana var. carlesii.
- Tilia henryana 'Ernest Wilson' fleurit abondamment même sur de très jeunes sujets.